# Arandi
Arandi is een plaats in de Estlandse gemeente Saaremaa, provincie Saaremaa. De plaats heeft de status van dorp (Estisch: küla).
Tot in december 2014 behoorde Arandi tot de gemeente Kärla, tot in oktober 2017 tot de gemeente Lääne-Saare en sindsdien tot de fusiegemeente Saaremaa.

## Bevolking
Het dorp had 88 inwoners op 31 december 2011 en 32 inwoners op 31 december 2021.

## Ligging
De Tugimaantee 78, de secundaire weg van Kuressaare via Kihelkonna naar Veeremäe, en de rivier Pühajõgi komen door Arandi.

## Geschiedenis
Arandi werd voor het eerst genoemd in 1645 onder de naam Herrando Laeß, een boerderij op het landgoed Kaarma-Suuremõisa.
In 1977 werd Arandi bij het buurdorp Sõmera gevoegd. In 1997 werd het weer een zelfstandig dorp.